# San Sebastián Salitrillo
San Sebastián Salitrillo – miasto w Salwadorze, w departamencie Santa Ana.